# Jim Adduci (baseball, 1959)
Pour les articles homonymes, voir Jim Adduci et Adduci.
James David Adduci (né le 9 août 1959 à Chicago, Illinois, États-Unis) est un ancien joueur de baseball qui joue de 1983 à 1989 aux postes de voltigeur et de premier but en Ligue majeure de baseball et en Ligue centrale du Japon.
Son fils, né en 1985 au Canada et aussi nommé Jim Adduci, est également joueur de baseball professionnel.

## Carrière
Joueur des Salukis de l'université du Sud de l'Illinois à Carbondale, Jim Adduci est repêché au 7e tour de sélection par les Cardinals de Saint-Louis en 1980 et signe un contrat avec ce club, trois ans après avoir repoussé une offre des Phillies de Philadelphie, qui l'avaient sélectionné au 28e tour alors qu'il était toujours à l'école secondaire. 
Frappeur gaucher qui lance également de la main gauche, Adduci fait ses débuts dans le baseball majeur avec Saint-Louis en 1983, mais n'y dispute que 10 parties. On le revoit dans les majeures en 1986 et 1988 avec les Brewers de Milwaukee, puis avec les Phillies, pour qui il frappe 7 coups sûrs en seulement 19 passages au bâton en 1989. Ses deux saisons chez les Brewers sont interrompues par un séjour au Japon, où il revêt en 1987 l'uniforme des Taiyo Whales de Yokohama de la Ligue centrale. Il maintient une moyenne au bâton de ,268 avec 13 circuits et 48 points produits en 82 matchs joués au Japon. 
Dans les Ligues majeures, Adduci a joué 70 matchs, récolté 34 coups sûrs dont un circuit, produit 15 points et maintenu une moyenne au bâton de ,236 en 150 passages au bâton. 